# Wielandův–Miescherův keton
Wielandův–Miescherův keton (WMK) je organická sloučenina, racemický bicyklický diketon, a všestranná surovina pro organickou syntézu; používá se k přípravě a výrobě více než 50 látek, hlavně seskviterpenoidů, diterpenů a steroidů, které mají antimikrobiotické, antivirotické, imunomodulační nebo i jiné účinky. Látka je pojmenována po chemicích Karlu Miescherovi a Peteru Wielandovi. Příklady syntéz prováděných za použití tohoto diketonu jako výchozího materiálu jsou výroba ancistrofuranu a taxolu.
Původní Wielandův–Miescherův keton je racemický a získává se Robinsonovou anelací 2-methylcyklohexan-1,3-dionu a methylvinylketonu. Alkohol vznikající jako meziprodukt nebyl izolován. 2-methylcyklohexan-1,3-dion lze připravit z resorcinolu hydrogenací na dihydroresorcinol (ve formě enolátu) za použití Raneyova niklu následovanou alkylací methyljodidem.
Enantioselektivní syntéza WMK využívá L-prolin jako organický katalyzátor:
Byly také zkoumány další katalyzátory založené na prolinu.